# Юст Юль
Юст Юль (дан. Just Juel; Віборг, 1664–1715, Ясмунд) — данський дипломат, посол у Московії (1709—1711) при царі Петрі І.

## Загальні відомості
1711 року відвідав Україну. Залишив записки-щоденник з цінними даними про події й життя в Україні, Московії на початку 18 століття. Зокрема, Юст Юль описує місцевості Гетьманщини (Глухів, Чернігів, Кролевець, Ніжин), багато з яких були знищені московитами 1708 — 09; Київ з Печерською Лаврою, Київською Академією. Дипломат підкреслює різницю між українцями й московитами, вказуючи на освіченість перших, багато з яких знають латинську мову, зазначаючи, що «козаки народ вільнолюбний, невдоволений царем за призначення до їх фортець московських комендантів». Щодо російських князів та урядовців зазначав що «у справах з росіянами треба застосовувати почесті, міцні напої та подарунки, всі інші засоби, як-то справедливість та право, у них недійсні».
Того ж року Юст Юль в супроводі московських драґунів також відвідав Поділля (Немирів), згодом також Галичину, зокрема, Тернопіль, був захоплений м. Львовом. Денник Юста Юля видано у російському перекладі: «Записки Юста Юля, датского посланника при Петре Великом. 1709 — 1711» (1899). Похований у Соборі Роскілле.